# ديفيد أوكيريكي
ديفيد أوكيريكي (بالإنجليزية: David Okereke)‏ هو لاعب كرة قدم نيجيري في مركز الهجوم، ولد في 29 أغسطس 1997 في لاغوس في نيجيريا. لعب مع كلوب بروج وكوسينزا كالشيو ونادي سبيزيا.

## وصلات خارجية
- ديفيد أوكيريكي على موقع الاتحاد الأوربي (الإنجليزية)
- ديفيد أوكيريكي على موقع قاعدة بيانات كرة القدم.إي يو (الإنجليزية)
- ديفيد أوكيريكي على موقع ليكيب (الفرنسية)
- ديفيد أوكيريكي على موقع Soccerway.com (الإنجليزية)
- ديفيد أوكيريكي على موقع عالم كرة القدم.نت (الإنجليزية)